# Augusto di Calatia
Augusto di Calatia, o anche Sant'Augusto di Caserta (Africa del Nord, V secolo – Maddaloni, 490 circa), è stato un vescovo italiano originario del Nordafrica ed esiliato dal vandalo Genserico. Viene celebrato il 1º settembre secondo il Martirologio romano insieme a dodici altri vescovi a cui è legato.

## Biografia
Narra la leggenda che venne imbarcato dai Vandali di Genserico su una vecchia nave senza vele e senza remi insieme a Castrense, vescovo vulturnense, a Prisco, vescovo capuano, a Tammaro, vescovo di Benevento, Rosio, Eraclio, Secondino, Adiutore, Elpidio, vescovo di Atella, Canio e Vindonio.  La nave venne lasciata alla deriva per causarne la morte, ma i venti favorevoli la trasportarono altrove. La nave approdò in Campania dove i vescovi ripararono nelle diverse città del sud Italia rendendole a volte diocesi o diventandone vescovi. Augusto riparò a Calatia e qui si pensa abbia fondato la diocesi nel 439.
Oggi si concorda che quella sopra riportata sia una leggenda. Lo sospettavano il Tillemont e il Ruinart e lo dimostra il Lanzoni. Sembra che l'origine risalga al XII secolo e riprende la storia del vescovo Quodvultdeus applicandola a santi che già si veneravano localmente in Campania.